# Ораховица Доња
Ораховица Доња је насељено мјесто у општини Грачаница, Федерација Босне и Херцеговине, БиХ.

## Становништво
| Националност       | 1991.          | 1981.          | 1971.          |
| Муслимани          | 4.089 (95,00%) | 3.458 (93,33%) | 3.072 (98,87%) |
| Срби               | 22 (0,51%)     | 20 (0,53%)     | 17 (0,54%)     |
| Хрвати             | 4 (0,09%)      | 5 (0,13%)      | 1 (0,03%)      |
| Југословени        | 85 (1,97%)     | 210 (5,66%)    | 3 (0,09%)      |
| остали и непознато | 104 (2,41%)    | 12 (0,32%)     | 14 (0,45%)     |
| Укупно             | 4.304          | 3.705          | 3.107          |

## Извор
- Књига: „Национални састав становништва — Резултати за Републику по општинама и насељеним мјестима 1991.", статистички билтен бр. 234, Издање Државног завода за статистику Републике Босне и Херцеговине, Сарајево.
- интернет — извор, „Попис по мјесним заједницама“ — https://web.archive.org/web/20090520191154/http://www.fzs.ba/Podaci/nacion%20po%20mjesnim.pdf